# Bund der Wirtschaftsakademiker
Der Bund der Wirtschaftsakademiker (BWA) e.V. wurde 1983 in Berlin als Zusammenschluss von Wirtschaftsakademikern zur gemeinschaftlichen Wahrung und Förderung von Interessen ihres Berufsstandes gegründet.

## Hintergründe
Als Berufsverband führt der BWA Wirtschaftsakademiker unterschiedlicher Fachrichtungen aus Wissenschaft und Praxis zusammen. Durch diese interdisziplinäre Verzahnung werden übergreifende Lösungsansätze zu aktuellen Fragestellungen der deutschen und internationale Wirtschaft erarbeitet. Schwerpunkt bildet dabei die Betriebswirtschaftslehre. Dies wird insbesondere durch den BWA-Arbeitskreis „Steuern und Revision“ geleistet.
Grundgedanke dieses Arbeitskreises ist es, Wissenschaftler sowie Verantwortliche der Bereiche Rechnungslegung, Steuern und Compliance mit fachspezifischen erfahrenen Prüfern und Beratern zusammenzubringen. Ziel ist es, pragmatische, übergreifende Lösungsansätze für Grundsatzfragen der betrieblichen Rechenschaftslegung, Besteuerung und Corporate Governance zu entwickeln. Dabei erarbeitet er zu wesentlichen Fragen regelmäßig Stellungnahmen und veröffentlicht diese in anerkannten Fachzeitschriften und Buchverlagen.

## Arbeitsbereiche
Der Verband und der Arbeitskreis werden von Joachim Tanski geleitet. Prägnante Stellungnahmen des Arbeitskreises erfolgten beispielsweise zu folgenden Themen:
- Bewertungsdschungel bei selbst geschaffenen Patenten
- Ansatzpflicht für Rückstellungen künftiger Prüfungskosten
- Bilanzierung von Kreditbearbeitungsgebühren
- Fair-Value-Bewertung von Finanzinstrumenten
- Abkehr vom Gläubigerschutz im Bilanzrechtsmodernisierungsgesetz (BilMoG)
- Maßgeblichkeitsgrundsatz zwischen Handelsbilanz und Steuerbilanz[5]
- verdeckte Gewinnausschüttung
- Rechnungsabgrenzungsposten
- Effizienzprüfung des Aufsichtsrates nach dem Deutschen Corporate Governance Kodex (DCGK)